# أزمة عضوية
الأزمة العضوية هي أزمة اقتصادية وسياسية تستمر بمرور الوقت وتضعف النظام السياسي بأكمله لأن الطبقة الحاكمة ومؤسساتها تفقد السلطة والإجماع بين السكان، حتى باتخاذ إجراءات قسرية للحفاظ على الوضع الراهن.  